# جيم ستيفنز
جيم ستيفنز (بالإنجليزية: Jim Stephens)‏ هو لاعب كرة قاعدة أمريكي، ولد في 10 ديسمبر 1883 في سالينفيل في الولايات المتحدة، وتوفي في 2 يناير 1965 في أوكسفورد في الولايات المتحدة.

## وصلات خارجية
- جيم ستيفنز على موقعبيزبول رفرنس.كوم (الدوري الرئيسي) (الإنجليزية)
- جيم ستيفنز على موقعبيزبول رفرنس.كوم (الدوري الثانوي) (الإنجليزية)